# Mullingstorp
Mullingstorp är en gård, känd redan år 1653, sju kilometer öster om Rönö kyrka på sydöstra Vikbolandet inom Norrköpings kommun. På gården finns ett psykoterapiinstitut.

## Psykoterapiverksamheten
På Mullingstorp bedrivs utbildning i Möt Dig Själv-processen, utvecklad av Bengt Stern. Syftet med utbildningen är att genom kroppspsykoterapi, fysiska övningar, komma i djup kontakt med sina känslor och få insikt i hur de påverkar de val man gör i livet. 
Psykoterapiverksamheten har varit omdiskuterad och omskriven. Positiva effekter har påvisats i en vetenskaplig avhandling 2009 vid Karolinska Institutet av Lotta Fernros, anställd på Mullingstorp.  Kritik mot arbetsmetoderna har framförts i journalisten Anette Nymans nyckelroman Terapeuten från 2009.